# Fusobacteriaceae
Famille
Synonymes
- Spherophoraceae Prevot 1938

Les Fusobacteriaceae sont une famille de bacilles Gram négatifs de l'ordre des Fusobacteriales. Son nom provient de Fusobacterium qui est le genre type de cette famille.

## Taxonomie

### Étymologie
L'étymologie de Fusobacteriaceae est la suivante : N.L. neut. n. Fusobacterium, genre type de la famille; L. fem. pl. n. suff. -aceae, suffixe pour définir une famille; N.L. fem. pl. n. Fusobacteriaceae, la famille des Fusobacterium.

### Nomenclature
Cette famille est proposée en 2012 par J.T. Staley et W.B. Whitman dans la deuxième édition du Bergey's Manual of Systematic Bacteriology. Elle est validée la même année par une publication dans l'IJSEM.

## Liste de genres
Selon la LPSN (10 avril 2025), les genres composant la famille Fusobacteriaceae sont les suivants :
- Cetobacterium Foster et al. 1996
- Fusobacterium Knorr 1922 – genre type
- Hypnocyclicus Roalkvam et al. 2015
- Ilyobacter Stieb & Schink 1985
- Propionigenium Schink & Pfennig 1983
- Psychrilyobacter Zhao et al. 2009

### Anciens genres
Les genres Leptotrichia, Sebaldella, Sneathia et Streptobacillus qui faisaient partie de cette famille Fusobacteriaceae, ont été transférés dans la famille Leptotrichiaceae.